# Beda Plank
Beda Plank (weltliche Vornamen: Franz Ignaz Friedrich; * 27. September 1741 in Weyer a. d. Enns; † 26. Oktober 1830 in Kremsmünster) war ein österreichischer katholischer Geistlicher, Dramatiker sowie Regens chori im Stift Kremsmünster.

## Leben
Beda Plank besuchte die Schule in Garsten, anschließend das Stiftsgymnasium Kremsmünster und studierte an der Universität Salzburg.
Zu Pfingsten 1765 wurde er in Passau zum Priester geweiht, die Primiz erfolgte am 1. September 1765. In der Folge war er Professor am Stiftsgymnasium Kremsmünster, wurde 1782 Subregens der Ritterakademie, später Präses und Präfekt im Museum, Rentmeister und Kanzleidirektor. Zwischen 1771 und 1803 leitete er als Pater comicus das Stiftstheater.
Von 1794 bis 1830 wirkte er als Regens chori des Stifts. Neben zahlreichen Unterrichtswerken, Predigten, Dichtungen, der Jubiläumsschrift anlässlich der Tausendjahrfeier (1777) schrieb er zahlreiche Schuldramen und Libretti – insbesondere für Georg Pasterwiz –, teils in oberösterreichischer Mundart.

## Werk
- Beda Plank: Die Jubelfeyer des tausendjährigen Kremsmünsters, Benediktinerstiftes in Oberösterreich, welche in der Stiftskirche daselbst vom siebenten bis vierzehnten Herbstmonats, von der ersten Stiftung desselben in dem tausenden Jahre 1777 auf das froheste gehalten worden. Linz, J. M. Feichtingers sel. Wittwe, 1778. 287 Seiten.